# Пак Су Чжін
Пак Су Чжін (кор. 박수진, 4 червня 1999) — південнокорейська плавчиня. Учасниця Чемпіонату світу з водних видів спорту 2019, де у своєму півфіналі на дистанції 200 метрів батерфляєм посіла 7-ме місце і не потрапила до фіналу.